# Secteur pavé de Saulzoir à Verchain-Maugré
Le secteur pavé de Saulzoir à Verchain-Maugré est un secteur pavé de la course cycliste Paris-Roubaix situé entre les communes de Saulzoir et Verchain-Maugré avec une difficulté actuellement classée deux étoiles,.

## Paris-Roubaix

### Caractéristiques
- Longueur : 1 200 m
- Difficulté : 2 étoiles (pour son dernier passage en 2022)
- Secteur n° 24 (pour son dernier passage en 2022)

## Tour de France
Le secteur est emprunté dans sa totalité lors de la 4e étape du Tour de France 2015 dans le sens inverse de celui pris par Paris-Roubaix, c'est-à-dire de Verchain-Maugré vers Saulzoir. Il est le quatrième des sept secteurs traversés de l'étape et porte le nom de secteur no 4.